# Hydrofobní úprava textilií
Hydrofobní úprava

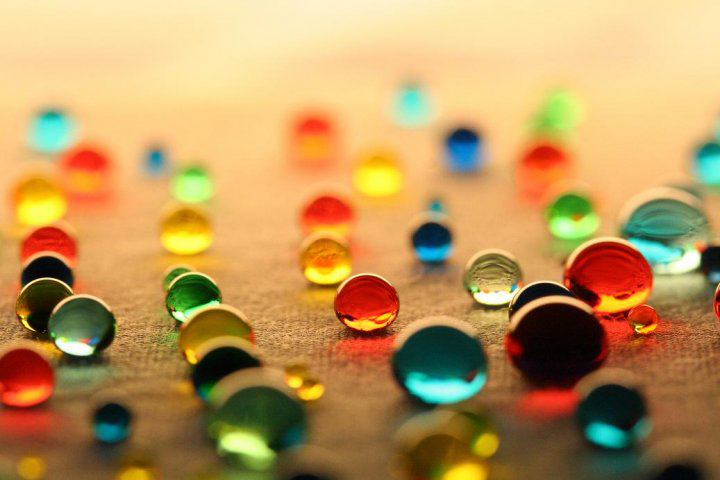
Vodní kapky na hybrofobní bavlněné tkanině

je apretura, která má chránit textilii před proniknutím deště nebo vodných roztoků. Úprava se dá provést v principu dvěma způsoby:
- jako vodotěsná – zalepením otvorů v textilii fólií z patřičné chemické sloučeniny (která nemusí být hydrofobní)
- jako prodyšná porézní úprava – nánosem sloučenin s vysokým povrchovým napětím na plošnou textilii nebo na jednotlivá vlákna[1]

## Z historie hydrofobních úprav

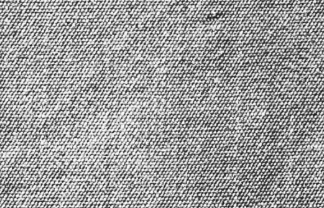
Bavlněné plátno s hydrofobní úpravou, 540 g/m². Použití: na střechu kabrioletu (výroba cca 1920)

Nejstarší písemná zmínka o ochraně oděvů proti mokru pochází z 15. století, kdy si námořníci natírali své oděvy olejem nebo voskem. První patent na vodotěsný výrobek podal Angličan Macintosh v roce 1823. Týkal se neprodyšného výrobku ze dvou tkanin, mezi které se vkládala vrstva gumy. Pogumovanými tkaninami se zabývaly desítky patentů na konci 19. století. Během 2. světové války byla ve Velké Británii vyvinuta bavlněná tkanina (Ventile) s dostavou v osnově až 95 nití/cm, která byla prodyšná a smáčela se až při vodním tlaku nad 750 mm. Teprve v roce 1969 byla vynalezena mikroporézní membrána z teflonu a v roce 1976 přišel na trh Gore-Tex jako první vodotěsná a zároveň prodyšná textilie.
V roce 2014 obnášel celosvětový prodej vodotěsných/prodyšných textilií 1,43 miliardy USD, z toho bylo 71 % těchto výrobků na principu membrány a 29 % s hydrofobní úpravou. Do roku 2020 se počítalo s celosvětovým obchodním obratem přes 2 miliardy USD.

## Vodotěsná úprava
se provádí buďto povrstvováním (pastou nebo viskózní tekutinou) nebo laminováním (membránou nebo pěnou). Oběma technologiemi se na povrchu textilie tvoří film s maximální tloušťkou 0,1 mm.
Upravená textilie má zpravidla tužší omak, ochrana musí vydržet tlak nejméně 1000 mm vodního sloupce. Výrobek není z hygienických důvodů (neprodyšnost) použitelný pro oděvní účely, vodotěsná úprava se používá jen u tkanin na stany, plachtovinu, markýzy, deštníky apod.
Na začátku 21. století přišly na trh oděvní textilie NanoSphere® s trojdimenzionálním povrchem (lotosový efekt), s úpravou gelotvornými prostředky (C6 fluorkarbon). Textilie jsou vodotěsné a zároveň prodyšné, kapky vody po nich stékají a odvádějí s sebou nečistoty z povrchu. Úprava má stálost 50 vyprání při 40 °C.

## Prodyšná porézní úprava

Mikroskop. snímek lotosového listu s vodními kapkami a prachem

má zvýšit nesmáčivost textilie bez omezení prodyšnosti, omaku, pevnosti a dalších pozitivních vlastností. Póry (mezery) v textilii se po úpravě výrazně nezmenší, tekutina do nich však může vniknout jen pod určitým tlakem.
Princip úpravy je nanesení látek
- s povrchovým napětím nižším než smáčející kapalina. (Destilovaná voda má napětí 72 mN. m−1)
- s kontaktním úhlem nad 90° (vyjadřujícím napětí mezi textilií, kapalinou a okolním vzduchem[6])[2]

### Olejoodpudivá úprava
Protože olej má nízké povrchové napětí (cca pod 30 mN·m−1), dají se olejoodpudivé úpravy provádět jen různými polymery fluoru (povrchové napětí CF3 = 6 mN·m−1). Chemikálie se nanášejí technikou vytahování nebo fulárdování. Tkaniny a netkané textilie s olejoodpudivou úpravou se používají např. na filtry.
Hodnocení úpravy se provádí podle AATCC namáčením v různých kapalinách a zařazuje do 8 stupňů.:
1. stpeň: minerální olej = 31,5 mN/m – 8. stupeň: n-heptan = 19,8 mN/m
Ekologická škodlivost fluoridů v hydrofobních látkách je známá od začátku 21. století. Přes intenzivní snahy o vývoj náhradních úpravných prostředků neobsahujících fluoridy nebyl do konce 2. dekády na trhu žádný výrobek s adekvátními vlastnostmi k průmyslovému použití.

### Prostředky k prodyšným porézním úpravám

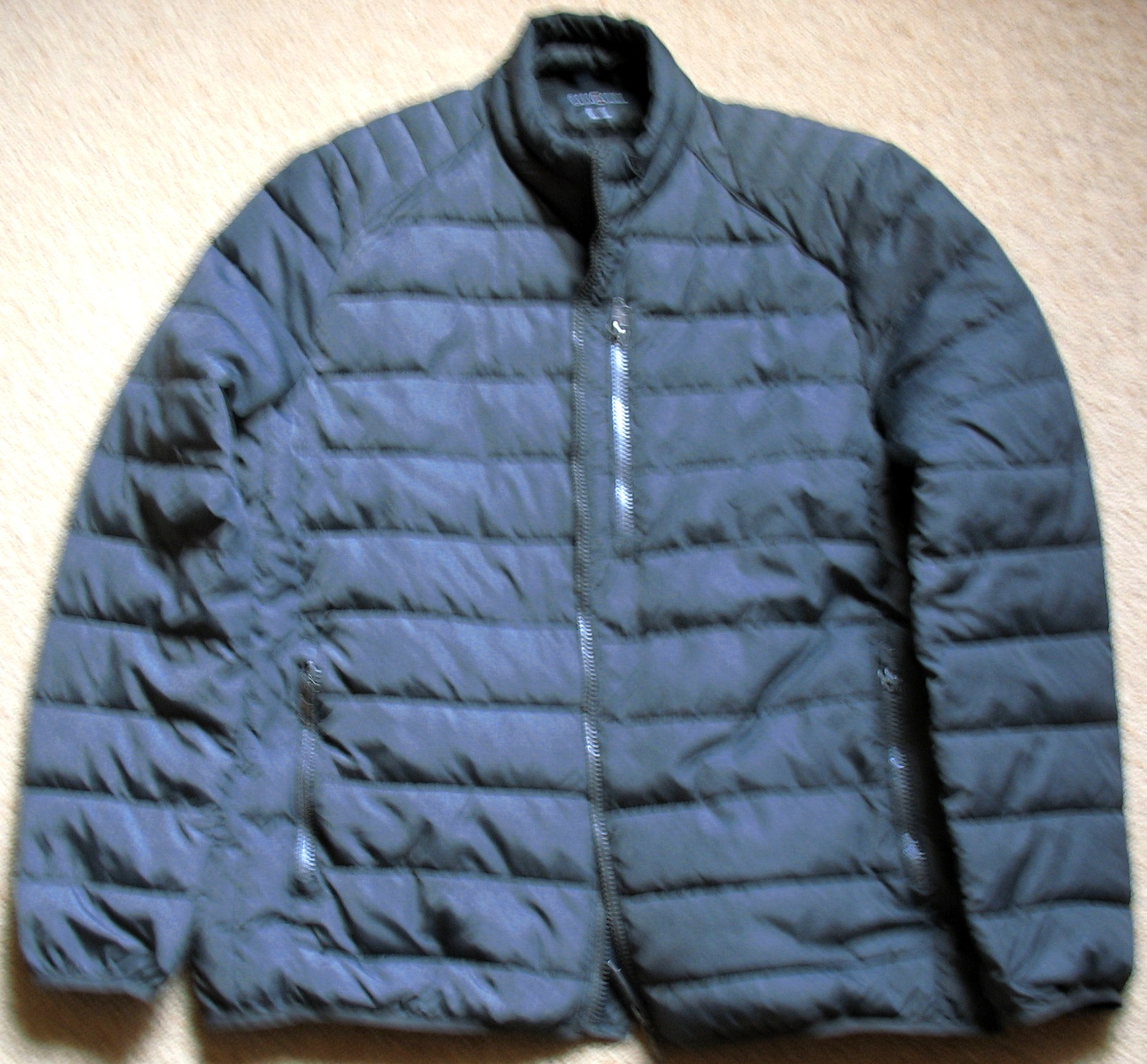
Bunda ze tkaniny s vypratelnou hydrofobní úpravou

- parafinové emulze s hlinitými nebo zirkoničitými solemi[1]
- reaktivní přípravky na pryskyřičné bázi (silikony, fluorokarbon)[13][9]
- chemická modifikace vláken při výrobě[14]
- nanočástice (lotosový efekt)[15]
- plazma[16]

Jednotlivé druhy hydrofobních přípravků se liší v účinnosti, stálosti a vlivu na vlastnosti textilie, čímž je dána jejich vhodnost pro určité druhy materiálů a jejich použití. Přípravky se nanášejí napouštěním nebo vytahovacím způsobem,klocováním (nanočástic),postřikem (plazmy).

### Negativní účinky hydrofobních látek na ekologii
Hydrofobní přípravky na bázi fluorokarbonu (v průmyslovém použití od 90. let 20. století) jsou nejúčinnější ze všech dosud známých prostředků k odpuzování vody i olejů. V prvních letech 21. století však byly zjištěny obzvlášť u sloučenin s dlouhým molekulovým řetězcem neodstranitelné škody na ekologii. Použití sloučenin s fluoridy bylo proto značně omezeno a výzkum se intenzivně zabývá s náhradními produkty, např. s použitím dendrimerů

### Použití textilií s prodyšnou hydrofobní úpravou
- Sportovní oděvy a obuv (lyžování, pleteniny na závodní plavání, cyklistika, pěší turistika)
- Ochranné oděvy (pracovní, vojenské)
- Vycházkové „nepromokavé“ oděvy[2]

Kvalita úpravy se hodnotí zejména podle dosažené hydrofobnosti před praním a po vyprání, prodyšnosti, vlivu úpravy na oděr a omak aj.
Např. účinnost hydrofobnosti se zařazuje do 6 stupňů (0 až 100 %). Textilie má dobrou hydrofobnost při odpudivosti vody nejméně z 80 %, při 90 % je velmi dobrá, při 100 % výtečná. Trvanlivost se obvykle hodnotí po 20. až 100. vyprání.
Prodyšnost textilie se udává buďto jednotkou MVTR (g/m2/24 hod.), nebo Ret (Pa·m2/W)
Prodyšnost je při:
- Ret < 6 velmi dobrá
- Ret 3-13 dobrá
- Ret 13-20 uspokojivá
- Ret > 20 neuspokojivá[21]